# Monali Thakur
Monali Thakur (n. 3 de noviembre de 1983, Calcuta), es una actriz y cantante de playback india.

## Biografía
Thakur proviene de una familia de músicos, su padre Shakti Thakur, es un reconocido cantante bengalí y su hermana Mehuli Thakur, también es cantante de playback. Se formó en música clásica indostánica bajo la tutela de Pandit Jagdish Prasad y Pandit Ajoy Chakraborty. Ella aprendió otros géneros musicales como el hip-hop y el Bharatanatyam y es también bailarina de salsa.
Thakur comenzó su carrera cantando en concursos escolares y universitarios, con realización de funciones locales y recibió el premio como la mejor cantante de playback en los Premios "Anandalok", para la serie "Sri Ramakrishna", cuando ella tenía unos 14 años de edad. Ella se hizo popular después de ubicarse en el noveno lugar de Indian Idol 2.

## Discografía
| Título                                  | Año  | Película               | Composición                        | Notas       |
| --------------------------------------- | ---- | ---------------------- | ---------------------------------- | ----------- |
| "Kubool Kar Le"                         | 2006 | Jaan-E-Mann            | Anu Malik                          |             |
|                                         | 2007 | Krishnakanter Will     | Partha Sengupta                    |             |
| "Goodnight"                             | 2008 | Dil Kabaddi            | Sachin Gupta                       |             |
| "Zara Zara Touch Me"                    | 2008 | Race                   | Pritam                             |             |
| "Khwaab Dekhe (Sexy Lady)"              | 2008 | Race                   | Pritam                             |             |
| "Meow"                                  | 2008 | Golmaal Returns        | Pritam                             |             |
| "Khudaya Khair"                         | 2009 | Billu                  | Pritam                             |             |
| "It's Only Pyar"                        | 2010 | Dui Prithibi           | Jeet Gannguli Samidh-Rishi         |             |
| "O Yaara Ve"                            | 2010 | Dui Prithibi           | Jeet Gannguli Samidh-Rishi         |             |
| "Bol Na Aar"                            | 2010 | Dui Prithibi           | Jeet Gannguli Samidh-Rishi         |             |
| "Dilrubaon Ke Jalwe"                    | 2010 | Dulha Mil Gaya         | Lalit Pandit                       |             |
| "Ishq Mein"                             | 2010 | Prince                 | Sandeep Shirodkar                  |             |
| "Jingle Jingle"                         | 2010 | Badmaash Company       | Pritam                             |             |
| "Anjaana Anjaani Ki Kahani"             | 2010 | Anjaana Anjaani        | Vishal-Shekhar                     |             |
| "Naina"                                 | 2011 | Kucch Luv Jaisaa       | Pritam                             |             |
| "Aao Manaye Jashn"                      | 2011 | Tum Hi To Ho           | Anand-Milind                       |             |
| "Tik Tuk"                               | 2011 | Rascals                | Vishal-Shekhar                     |             |
| "Thik Thakish"                          | 2011 | Jaani Dyakha Hawbe     | Indradeep Dasgupta Neel Dutt       |             |
| "Tu Mohabbat Hai"                       | 2012 | Tere Naal Love Ho Gaya | Sachin - Jigar                     |             |
|                                         | 2012 | Mr. Bhatti on Chutti   | Channi Singh                       |             |
| "Aga Bai"                               | 2012 | Aiyyaa                 | Amit Trivedi                       |             |
| "Peepni"                                | 2012 | Jo Hum Chahein         | Sachin Gupta Kumaar                |             |
| "Mumkin Nahi"                           | 2012 | Qasam Se Qasam Se      | Sayanthi – Shailendra              |             |
| "Golemale Pirit Koro Na"                | 2012 | 3 Kanya                | Indradeep Dasgupta                 |             |
| "It's 100% Love"                        | 2012 | 100% Love              | Jeet Gannguli Samidh Mukherjee     |             |
| "Inkaar (Theme)"                        | 2013 | Inkaar                 | Shantanu Moitra                    |             |
| "Darbadar"                              | 2013 | I, Me Aur Main         | Sachin – Jigar                     |             |
| "Meri Jaaniye"                          | 2013 | I, Me Aur Main         | Sachin – Jigar                     |             |
| "Oh Madhu"                              | 2013 | Rangbaaz               | Jeet Gannguli                      |             |
| "Nachlay Nachlay"                       | 2013 | Hum Hai Raahi Car Ke   | Sangeet Siddharth                  |             |
| "Hip Hop Pammi"                         | 2013 | Ramaiya Vastavaiya     | Sachin-Jigar Sandeep Shirodk       |             |
| "Sawar Loon"                            | 2013 | Lootera                | Amit Trivedi                       |             |
| "Ichhe Joto Uriye Debo"                 | 2013 | Boss                   | Jeet Ganguly                       |             |
| "Muh Meetha Kara De"                    | 2013 | Rabba Main Kya Karoon  | Salim-Sulaiman                     |             |
| "I Don't Luv U"                         | 2013 | I Don't Luv U          | Aman Benson Amit Kasaria           |             |
| "Laila"                                 | 2013 | Nasha                  | Sangeet Siddharth                  |             |
| "Raghupati Raghav"                      | 2013 | Krrish 3               | Rajesh Roshan                      |             |
| "Yaro Yaro"                             | 2013 | Madha Yaanai Koottam   | N. R. Raghunanthan                 |             |
| "Tune Maari Entriyaan (Bangla Version)" | 2014 | Gunday                 | Sohail Sen                         |             |
| "Tune Maari Entriyaan (Bangla Version)" | 2014 | Gunday (Bengalí)       | Sohail Sen                         |             |
| "Love Me Thoda"                         | 2014 | Yaariyan               | Pritam                             |             |
| "He Naropishach"                        | 2014 | Arundhati              | Jeet Ganguly Saluri Koteshwara Rao |             |
| "Ei Bhalo Ei Kharap"                    | 2014 | Golpo Holeo Shotti     | Indradeep Dasgupta                 |             |
| "Sweety"                                | 2014 | Bobby Jasoos           | Shantanu Moitra                    |             |
| "Tere Jaisa Tu hai"                     | 2018 | Fanney Khan            | Amit Trivedi                       | "Fu bai Fu" |